# Орешня
Орешня (на албански: Oreshnjë или Oreshnja) е село в Албания в община Булкиза (Булчица), административна област Дебър.

## География
Селото е разположено в историкогеографската област Голо бърдо на километър югозападно от Големо Окщун.